# Třída S-201
Třída S-201 (jinak též typ Tufan) je třída hlídkových lodí Ázerbájdžánské pobřežní stráže. Jedná se o hlídkovou variantu izraelských raketových člunů třídy Sa'ar 4 nazvanou OPV 62 (podobně jako třídy Fournoi a Kié-Ntem provozovaném Řeckem a Rovníkovou Guineou). Celkem bylo objednáno šest jednotek této třídy. Třída S-201 se svou výzbrojí nachází na pomězí hlídkových lodí a raketových člunů.

## Stavba
Stavba této třídy probíhá v rámci rozsáhlého zbrojního kontraktu v hodnotě 1,6 miliardy dolarů, v rámci kterého Ázerbájdžán u izraelské loděnice Israel Shipyards objednal celkem šest hlídkových člunů třídy Shaldag Mk V a šest hlídkových lodí typu OPV 62. Plavidla jsou vyráběna loděnicí Israel Shipyards přičemž na místě je z dodaných bloků kompletuje s izraelskou pomocí zřízená loděnice Konstrukční a opravárenské centrum Türkan (součást města Baku). Prototypová jednotka S-201 byla na vodu spuštěna 11. září 2015 a do služby vstoupila 10. listopadu 2015. V době spuštění prototypu již byla druhá jednotka kompletována ve vedlejší hale.
Jednotky třídy S-201:
| Jméno   | Spuštěna        | Vstup do služby    | Status  |
| ------- | --------------- | ------------------ | ------- |
| (S-201) | 11. září 2015   | 10. listopadu 2015 | aktivní |
| (S-202) | červen 2016     | 2016               | aktivní |
| (S-203) | 14. leden 2017  |                    | aktivní |
| (S-204) | 28. srpen 2017  |                    | aktivní |
| (S-205) | 10. květen 2018 |                    | aktivní |
| (S-206) | 23. leden 2019  |                    | aktivní |

## Konstrukce
Kromě 36 členů posádky může být na palubě dalších až 21 osob. Elektroniku tvoří přehledoový a střelecký radar IAI Elta EL/M-2228X, navigační radar Furuno a optotronický systém Toplite. Lodě jsou vybaveny sonarem k detekci potápěčů. Obranu plavidel zesilují čtyři odpalovače klamných cílů Rafael Wizard. Hlavňová výzbroj se skládá z jednoho 23mm kanónu 2A14 v dálkově ovládané zbraňové stanici Rafael Typhoon, dvou 12,7mm kulometů v dálkově ovládaných zbraňových stanicích Rafael Mini-Typhoon a čtyř manuálně ovládaných 7,62mm kulometů. V zadní části nástavby za stožárem se nachází otočné osminásobné odpalovací zařízení MLS-NLOS pro řízené střely Spike-NLOS s dosahem 25 km. Loď má ještě 12 rezervních střel. Střely mohou být použity proti lodím, pozemním a pomalu letícím cílům. Za ním jsou na hlavní palubě dva rychlé inspekční čluny RHIB a jeřáb s nosností 3 tuny k jejich obsluze. Zcela na zádi se nachází přistávací plocha pro lehký vrtulník. Plavidla nemají hangár.
Pohonný systém tvoří čtyři diesely. Nejvyšší rychlost dosahuje 32 uzlů. Dosah je 3200 námořních mil při rychlosti 16 uzlů. Manévrovací schopnosti plavidel zlepšuje dokormidlovací zařízení v přídi.